# Joaquin Miller

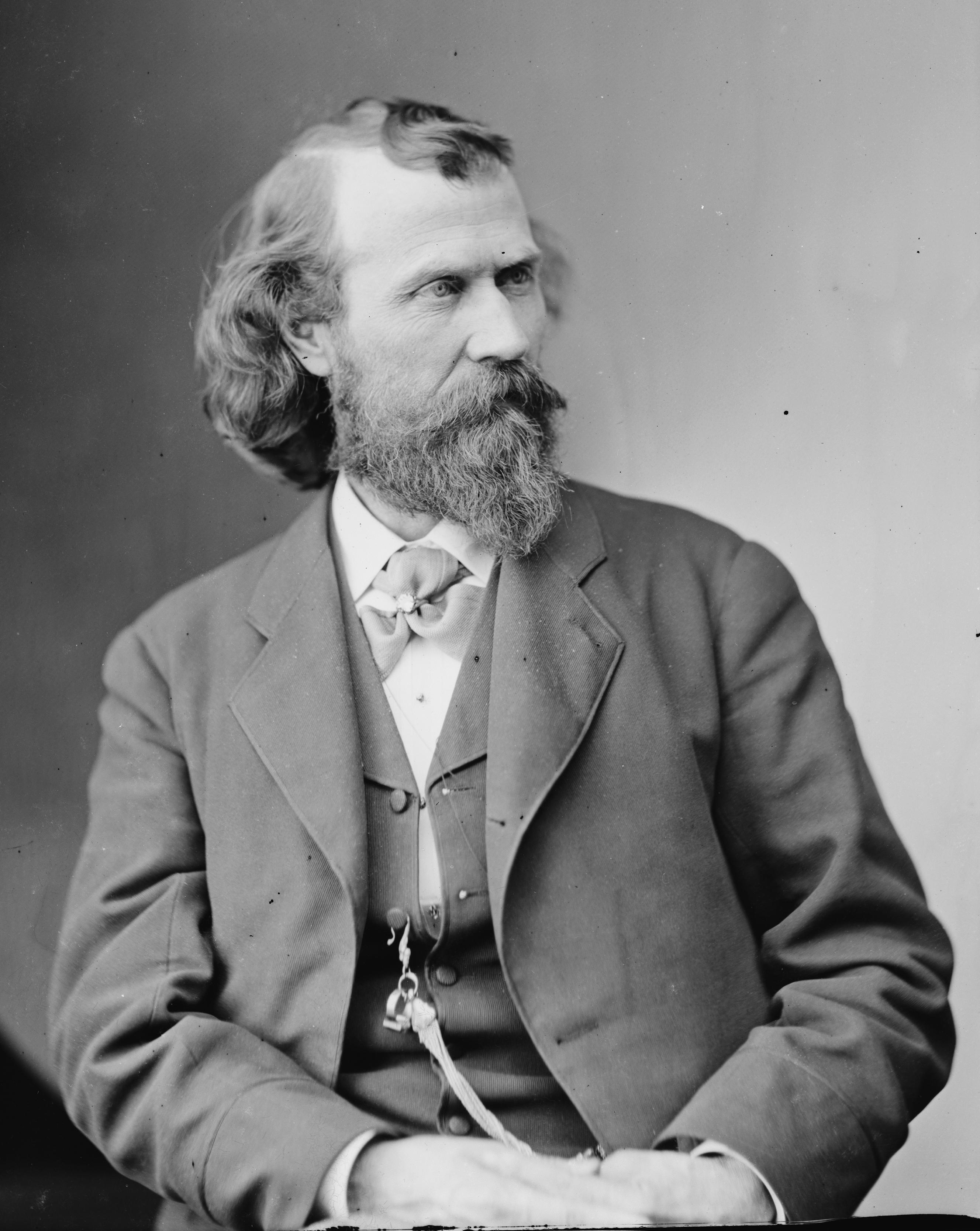
Joaquin Miller

Joaquin Miller, eigentlich Cincinnatus Hiner Miller (* 10. März 1839 in Liberty, Indiana; † 17. Februar 1913 in Oakland, Kalifornien) war ein US-amerikanischer Schriftsteller.

## Leben
Millers Geburtsdatum ist strittig. Neben dem offiziellen Datum wird gelegentlich auch der 10. November 1841 angegeben.
Millers Eltern waren Quäker. 1852 wanderten sie nach Oregon aus, wo sie sich als Farmer im Tal des Willamette-Flusses niederließen. Während des Goldrausches ging Miller nach Kalifornien, um in mehreren Schürfercamps zu arbeiten. In den folgenden Jahren war er – eigenen Angaben zufolge – in Kämpfe mit Indianern verwickelt, bei denen er wiederholt verwundet wurde. Möglicherweise handelt es sich dabei jedoch um ins Abenteuerliche überhöhte Erzählungen.

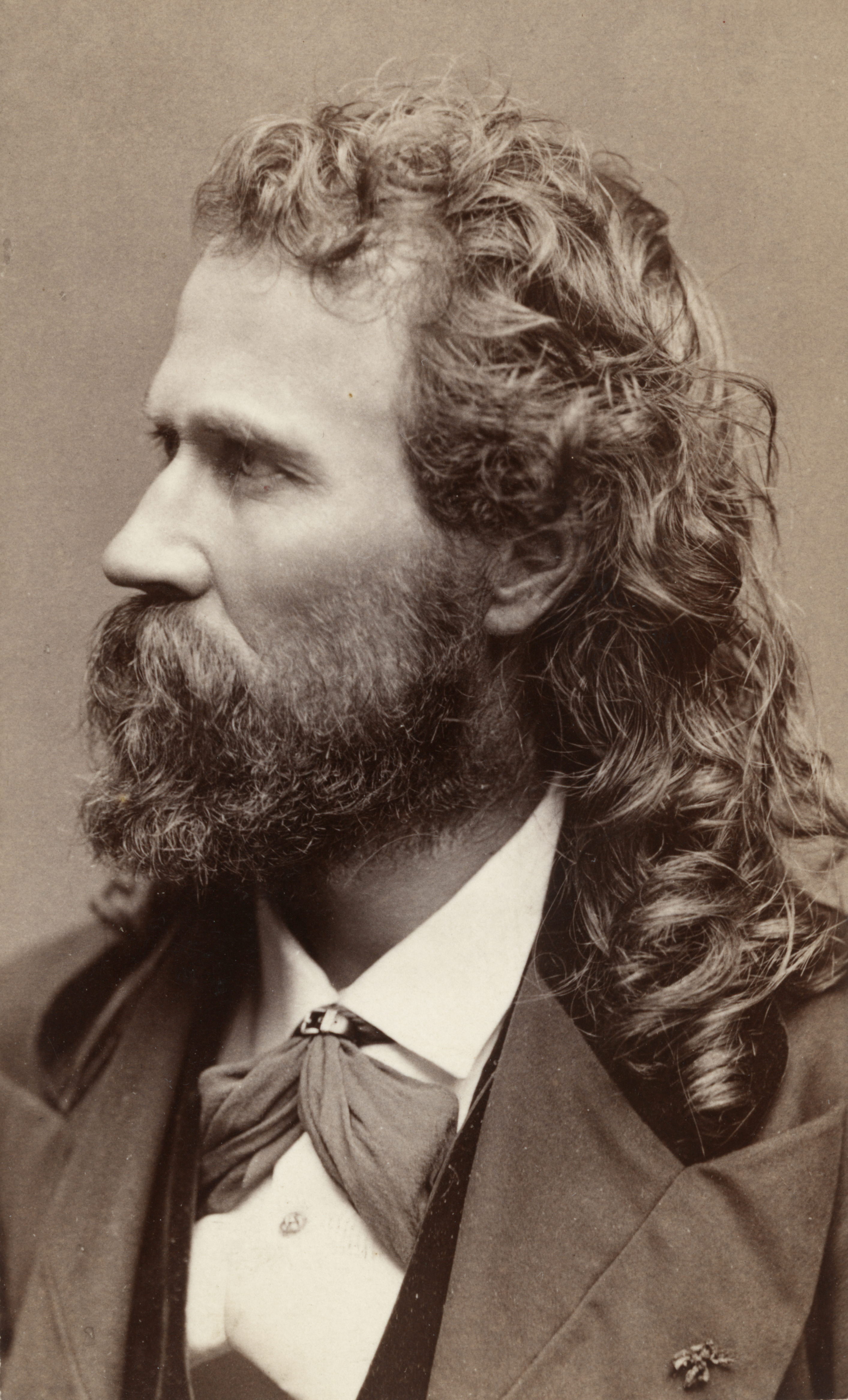
Miller (~1875)

Sicher hingegen ist, dass Miller in Oregon Jura studierte und anschließend als Goldsucher nach Idaho ging. Zu Beginn des Bürgerkrieges war er wieder in Oregon, wo er eine Zeitung, die Eugene City Democratic Register erwarb und als Journalist und Herausgeber tätig war.
1868 erschien sein erstes Buch, ein Gedichtband. 1870 ging er nach England, wo er rasch zur literarischen Sensation wurde, wozu seine Rolle als amerikanischer Naturbursche, der den Goldrausch erlebt und mit den Indianern gekämpft hatte, nicht wenig beitrug.
1883 kehrte Miller in die USA zurück und ließ sich in Oakland nieder. Während des Goldrausches in Alaska ging Miller nach Klondike, von wo aus er als Journalist berichtete und angeblich auch selbst einiges Gold schürfte.
1898 wurde er in die American Academy of Arts and Letters gewählt.

## Werke
- Specimens. 1868
- Pacific Poems. 1870
- Songs of the Sierras. 1871
- Life Among the Modocs. 1873
- Memories and Rime. 1874
- Songs of Summer Lands. 1892